# منتخب الجبل الأسود لكأس ديفيز
منتخب الجبل الأسود لكأس ديفيز هو ممثل الجبل الأسود الرسمي في كرة المضرب في كأس ديفيز.